# 小磯内閣
小磯内閣（こいそないかく）は、予備役陸軍大将、朝鮮総督の小磯國昭が第41代内閣総理大臣に任命され、1944年（昭和19年）7月22日から1945年（昭和20年）4月7日まで続いた日本の内閣。

## 閣僚の顔ぶれ・人事

### 国務大臣
1944年（昭和19年）7月22日任命。在職日数260日。 
| 職名 | 代 | 氏名       | 氏名 | 出身等                                                   | 特命事項等       | 備考                                                  |
| --- | -- | ---------- | ---- | -------------------------------------------------------- | ---------------- | ----------------------------------------------------- |
| 内閣総理大臣 | 41 | 小磯國昭   |      | 予備役陸軍大将 （陸士12期、陸大22期）                    |                  | 大政翼賛会総裁                                        |
| 外務大臣 | 61 | 重光葵     |      | 外務省                                                   | 大東亜大臣兼任   | 留任                                                  |
| 内務大臣 | 60 | 大達茂雄   |      | 内務省                                                   |                  | 初入閣                                                |
| 大蔵大臣 | 45 | 石渡莊太郎 |      | 貴族院 翼賛政治会 （研究会）                             |                  | 留任 1945年2月21日免                                  |
| 大蔵大臣 | 46 | 津島寿一   |      | 大蔵省                                                   |                  | 初入閣 1945年2月21日任                                |
| 陸軍大臣 | 30 | 杉山元     |      | 元帥陸軍大将 （陸士12期、陸大22期）                      |                  |                                                       |
| 海軍大臣 | 24 | 米内光政   |      | 海軍大将 （海兵29期、海大甲種12期）                      |                  |                                                       |
| 司法大臣 | 45 | 松阪廣政   |      | 司法省                                                   |                  | 初入閣                                                |
| 文部大臣 | 55 | 二宮治重   |      | 退役陸軍中将 （陸士12期、陸大22期）                      |                  | 初入閣 1945年2月10日免                                |
| 文部大臣 | 56 | 児玉秀雄   |      | 貴族院 （翼賛政治会→） 大日本政治会 （研究会）           |                  | 転任 1945年2月10日任                                  |
| 厚生大臣 | 9  | 廣瀬久忠   |      | 貴族院 翼賛政治会 （研究会）                             |                  | 1945年2月10日免                                       |
| 厚生大臣 | 10 | 相川勝六   |      | 厚生省                                                   |                  | 初入閣 1945年2月10日任                                |
| 大東亜大臣 | 2  | 重光葵     |      | 外務省                                                   | 外務大臣兼任     |                                                       |
| 農商大臣 | 3  | 島田俊雄   |      | 衆議院 （翼賛政治会→） 大日本政治会                      |                  |                                                       |
| 軍需大臣 | 2  | 藤原銀次郎 |      | 民間                                                     |                  | 転任 1944年12月19日免                                 |
| 軍需大臣 | 3  | 吉田茂     |      | 内務省                                                   |                  | 1944年12月19日任                                      |
| 運輸通信大臣 | 3  | 前田米蔵   |      | 衆議院 （翼賛政治会→） 大日本政治会                      |                  |                                                       |
| 国務大臣 | -  | 町田忠治   |      | 衆議院 （翼賛政治会→） 大日本政治会                      |                  |                                                       |
| 国務大臣 | -  | 児玉秀雄   |      | 貴族院 翼賛政治会 （研究会）                             |                  | 1945年2月10日まで                                     |
| 国務大臣 | -  | 廣瀬久忠   |      | 貴族院 翼賛政治会 （研究会）                             | 内閣書記官長兼任 | 転任 1945年2月10日任 1945年2月21日免                  |
| 国務大臣 | -  | 石渡莊太郎 |      | 貴族院 （翼賛政治会→） 大日本政治会 （研究会）           | 内閣書記官長兼任 | 1945年2月21日任                                       |
| 国務大臣 | -  | 緒方竹虎   |      | 民間                                                     |                  | 初入閣                                                |
| 国務大臣 | -  | 小林躋造   |      | 貴族院 翼賛政治会 退役海軍大将 （海兵26期、海大甲種6期） |                  | 初入閣 1944年12月19日任 1945年3月1日免 翼賛政治会総裁 |
| 1. 辞令のある留任は個別の代として記載し、辞令のない留任は記載しない。 2. 臨時代理は、大臣空位の場合のみ記載し、海外出張時等の一時不在代理は記載しない。 3. 代数は、臨時兼任・臨時代理を数えず、兼任・兼務は数える。 |    |            |      |                                                          |                  |                                                       |

### 内閣書記官長・法制局長官
1944年（昭和19年）7月22日任命。
| 職名 | 代 | 氏名       | 氏名 | 出身等                                         | 特命事項等       | 備考                              |
| --- | -- | ---------- | ---- | ---------------------------------------------- | ---------------- | --------------------------------- |
| 内閣書記官長 | 46 | 三浦一雄   |      | 農商省                                         | 法制局長官兼任   | 1944年7月29日免兼                 |
| 内閣書記官長 | 47 | 田中武雄   |      | 拓務省                                         |                  | 1944年7月29日任 1945年2月10日免   |
| 内閣書記官長 | 48 | 廣瀬久忠   |      | 貴族院 翼賛政治会 （研究会）                   | 国務大臣兼任     | 1945年2月10日兼 1945年2月21日免兼 |
| 内閣書記官長 | 49 | 石渡莊太郎 |      | 貴族院 （翼賛政治会→） 大日本政治会 （研究会） | 国務大臣兼任     | 1945年2月21日任                   |
| 法制局長官 | 43 | 三浦一雄   |      | 農商省                                         | 内閣書記官長兼任 |                                   |
| 1. 辞令のある留任は個別の代として記載し、辞令のない留任は記載しない。 2. 臨時代理は、大臣空位の場合のみ記載し、海外出張時等の一時不在代理は記載しない。 3. 代数は、臨時兼任・臨時代理を数えず、兼任・兼務は数える。 |    |            |      |                                                |                  |                                   |

### 政務次官
1944年（昭和19年）9月1日任命。
| 職名             | 氏名         | 出身等                              | 備考 |
| ---------------- | ------------ | ----------------------------------- | ---- |
| 外務政務次官     | 松田正之     | 貴族院／（公正会）                  |      |
| 内務政務次官     | 武知勇記     | 衆議院／（翼賛政治会→）大日本政治会 |      |
| 大蔵政務次官     | 小笠原三九郎 | 衆議院／（翼賛政治会→）大日本政治会 |      |
| 陸軍政務次官     | 大島陸太郎   | 貴族院／（研究会）                  |      |
| 海軍政務次官     | 岸田正記     | 衆議院／（翼賛政治会→）大日本政治会 |      |
| 司法政務次官     | 中井一夫     | 衆議院／（翼賛政治会→）大日本政治会 |      |
| 文部政務次官     | 今井健彦     | 衆議院／（翼賛政治会→）大日本政治会 |      |
| 厚生政務次官     | 中井川浩     | 衆議院／（翼賛政治会→）大日本政治会 |      |
| 大東亜政務次官   | 篠原陸朗     | 衆議院／（翼賛政治会→）大日本政治会 |      |
| 農商政務次官     | 小山倉之助   | 衆議院／（翼賛政治会→）大日本政治会 |      |
| 軍需政務次官     | 松村光三     | 衆議院／（翼賛政治会→）大日本政治会 |      |
| 運輸通信政務次官 | 前田房之助   | 衆議院／（翼賛政治会→）大日本政治会 |      |

### 参与官
1944年（昭和19年）9月1日任命。
| 職名           | 氏名       | 出身等                              | 備考 |
| -------------- | ---------- | ----------------------------------- | ---- |
| 外務参与官     | 森下國雄   | 衆議院／（翼賛政治会→）大日本政治会 |      |
| 内務参与官     | 佐藤洋之助 | 衆議院／（翼賛政治会→）大日本政治会 |      |
| 大蔵参与官     | 田村秀吉   | 衆議院／（翼賛政治会→）大日本政治会 |      |
| 陸軍参与官     | 依光好秋   | 衆議院／（翼賛政治会→）大日本政治会 |      |
| 海軍参与官     | 中野敏雄   | 貴族院／（交友倶楽部）              |      |
| 司法参与官     | 徳川宗敬   | 貴族院／無所属（研究会）            |      |
| 文部参与官     | 三島通陽   | 貴族院／（研究会）                  |      |
| 厚生参与官     | 馬場元治   | 衆議院／（翼賛政治会→）大日本政治会 |      |
| 大東亜参与官   | 中西敏憲   | 衆議院／（翼賛政治会→）大日本政治会 |      |
| 農商参与官     | 長野高一   | 衆議院／（翼賛政治会→）大日本政治会 |      |
| 軍需参与官     | 中村梅吉   | 衆議院／（翼賛政治会→）大日本政治会 |      |
| 運輸通信参与官 | 南条徳男   | 衆議院／（翼賛政治会→）大日本政治会 |      |

## 勢力早見表
※ 内閣発足当初（前内閣の事務引継は除く）。
| 出身   | 国務大臣 | 政務次官 | 参与官 | その他                                 |
| ------ | -------- | -------- | ------ | -------------------------------------- |
| 軍人   | 4        | 0        | 0      |                                        |
| 官僚   | 3        | 0        | 0      | 内閣書記官長、法制局長官 国務大臣のべ4 |
| 貴族院 | 3        | 2        | 3      |                                        |
| 衆議院 | 3        | 10       | 9      |                                        |
| 民間   | 2        | 0        | 0      |                                        |
| その他 | 0        | 0        | 0      |                                        |
|        | 15       | 12       | 12     | 国務大臣のべ16                         |

## 内閣の動き
前の東條内閣は、第二次世界大戦（太平洋戦争・大東亜戦争）を開戦時から指導していたが、戦況の悪化と、戦争遂行のための権限の集中が世論の反発を招いたことにより、サイパン島陥落により絶対国防圏が破られ、本土空襲が可能になったことが引き金となって、重臣たちの倒閣によって内閣総辞職に追い込まれる。
後継を選定する重臣会議では、終戦の方向に軍（特に陸軍）を統率する必要があることから後任は陸軍内部者とすることでまず合意。広田弘毅元首相ら一部重臣は梅津美治郎陸軍参謀総長を推す声が上がるも、梅津参謀総長は陸軍を直接抑えるための役回りとして直前に昭和天皇たっての希望で人選されたことから転任は不可となり、最終的には寺内寿一南方軍総司令官（元帥陸軍大将）、小磯国昭朝鮮総督（予備役陸軍大将）、畑俊六支那派遣軍総司令官（元帥陸軍大将）の順番で最終候補になる。寺内総司令官については、梅津参謀総長から、現在の戦況から呼び戻すのは不可、との意見があったのを受け、小磯総督が次期首相となる。小磯総督は久しく中央政官界から離れており、国内にさしたる政治基盤を持たないことから、これを補うために、米内光政元首相と二人に大命降下され、両名共同で組閣する連立内閣の形式を取らせることにした。米内は現役に復帰し、副総理格の海軍大臣に就任した。
東條前首相が一貫して兼任していた陸相の後任は、小磯首相が同じく現役に復帰した上で兼任する案や、東條が専任で留任する案もあったが（他に小磯首相は山下奉文または阿南惟幾の起用を望んだ）、陸軍人事の最終決定権を握った陸軍三長官会議において、梅津参謀総長が「東條大将が留任することは適当でない」と断言したのを受けて、教育総監に就任したばかりの杉山元元帥陸軍大将が横滑りで就任、東條は予備役に退いた。
また、帝国議会において翼賛政治会の支持を得るため、第2次近衛内閣以来設置が見送られていた政務次官・参与官が復活した。
主な政策
- 戦況…サイパン陥落と前後して作戦立案を行う立場に就いた堀栄三陸軍大佐の指導の下、島嶼部における防衛方針を変更。それまでは日本軍は「水際撃滅」戦術をとり、米軍の海上からの射撃を前に全滅を重ねていたのを、島の奥深くにこもっての持久戦に変更したことにより、以降の主な戦闘であったペリリューの戦い、硫黄島の戦い、沖縄戦の各戦闘では日本軍は善戦を重ね、米軍にも大きな死者を出す。しかしすでに戦争は終盤に差し掛かっており、全体の戦況を覆すには至らなかった。1945年2月頃から、空襲が激化する。
- 出口戦略…日米戦争の直接の原因となった支那事変への出口戦略として、南京国民政府（汪兆銘政権）の繆斌立法院副院長を窓口とした和平交渉を模索する。これは、小磯首相が士官学校時代の同期生である山縣初男予備役陸軍大佐の人脈で得たパイプであり、1945年3月21日、小磯首相は最高戦争指導会議において繆斌工作の進展を提唱する。しかし閣僚らは、そもそも繆の素性や、南京国民政府における彼の権限を疑問視して反対。閣内不一致が表出されただけで、進展しないまま沙汰止みとなった[5]。

1945年3月に入ると、東京大空襲や沖縄戦の開戦によって本土決戦がいよいよ秒読みとなる。その情勢の中、有効な出口戦略を示せなかった小磯首相の権威は失墜し、失脚不可避となる。小磯首相は、本土決戦に備えて新設された第1総軍総司令官に転出した杉山陸相の後任として陸相を兼任する考えを示すも拒否され、4月5日、内閣総辞職。後継には天皇自らの説得により鈴木貫太郎枢密院議長が立てられ、日本は欧米列強相手の終戦交渉に乗り出すことになる。